# Tatjana Karelina
Tatjana Karelina (Russisch: Татьяна Карелина, Engels: Tatyana Karelina) (Permski, 25 januari 1916 - Jekaterinenburg, 5 februari 2001) is een schaatsster uit de Sovjet-Unie. In 1951 reed ze een nieuw wereldrecord op de 3000 meter en op de 5000 meter. Ze werd tweemaal allround kampioene van de Sovjet-Unie.

## Resultaten

### Wereldkampioenschappen
| Jaar | Plaats      | Resultaten  |
| ---- | ----------- | ----------- |
| 1948 | Turku       | 7e Allround |
| 1950 | Moskou      | 6e Allround |
| 1952 | Kokkola     | 6e Allround |
| 1953 | Lillehammar | 9e Allround |

### Wereldrecords
| Afstand    | Tijd   | Datum            | Plaats |
| ---------- | ------ | ---------------- | ------ |
| 3000 meter | 5.26,7 | 11 februari 1951 | Medeo  |
| 5000 meter | 9.10,7 | 12 februari 1951 | Medeo  |

### USSR kampioenschappen
| Jaar | Allround |
| ---- | -------- |
| 1938 | Brons    |
| 1939 | Goud     |
| 1940 | 4e       |
| 1941 | Goud     |
| 1943 | 4e       |
| 1945 | Brons    |
| 1946 | Zilver   |
| 1947 | 5e       |
| 1948 | 4e       |
| 1950 | Brons    |
| 1952 | Brons    |
| 1953 | 11e      |
| 1954 | 15e      |

## Persoonlijke records
| Afstand    | Tijd    | Datum            | Baan  |
| ---------- | ------- | ---------------- | ----- |
| 500 meter  | 1.48,00 | 23 januari 1952  | Medeo |
| 1000 meter | 1.38,50 | 22 januari 1952  | Medeo |
| 1500 meter | 2.36,80 | 13 februari 1946 | Oslo  |
| 3000 meter | 5.21,80 | 23 januari 1953  | Medeo |
| 5000 meter | 9.10,70 | 12 februari 1951 | Medeo |